# Phù phổi
Phù phổi (tiếng Anh: Pulmonary edema) là tích tụ dịch trong mô và phế nang của phổi. Nó gây giảm sự trao đổi khí và có thể dẫn đến suy hô hấp. Nguyên nhân do tâm thất trái của tim bị suy nên không đẩy hết máu trong tuần hoàn phổi (phù phổi do tim), hoặc do một chấn thương ở nhu mô phổi hay mạch máu phổi (phù phổi không do tim). Việc điều trị được tập trung vào ba khía cạnh: đầu tiên là phải cải thiện chức năng hô hấp, thứ hai là điều trị nguyên nhân cơ bản, và thứ ba là tránh những thiệt hại thêm cho phổi. Phù phổi, đặc biệt trong trường hợp cấp, có thể dẫn đến suy hô hấp gây tử vong hoặc ngừng tim do thiếu oxy máu. Đó là đặc trưng chính của suy tim sung huyết.

## Dấu hiệu và triệu chứng
Triệu chứng phổ biến nhất của phù phổi là khó thở, nhưng cũng có thể bao gồm những triệu chứng khác chẳng hạn như ho ra máu (đờm dãi màu hồng sủi bọt), ra mồ hôi nhiều, lo âu, và da nhợt nhạt. Khó thở có thể biểu hiện như chứng orthopnea (khó thở khi nằm) và/hoặc khó thở kịch phát về đêm (paroxysmal nocturnal dyspnea) (các đợt khó thở trở nên đột ngột nghiêm trọng vào ban đêm). Đây là những triệu chứng phổ biến của phù phổi do suy tâm thất trái mạn tính. Sự phát triển của phù phổi có thể liên đới với những dấu hiệu và triệu chứng của "quá tải dịch"; đây là một thuật ngữ không rõ ràng dùng để mô tả các biểu hiện của suy tâm thất phải và có thể bao gồm phù ngoại biên (phù chân, nói chung là bị thủng, tức là da đàn hồi chậm khi bị ấn xuống), tăng áp lực tĩnh mạch và gan to (hepatomegaly). Các dấu hiệu khác bao gồm tiếng crackles ở cuối kỳ thở vào (âm thanh ngắt quãng không có dạng nhạc ở cuối chu kỳ hít sâu) khi thính chẩn và xuất hiện tiếng tim thứ 3 (T3).

## Chẩn đoán

X-Ray cho thấy phù phổi

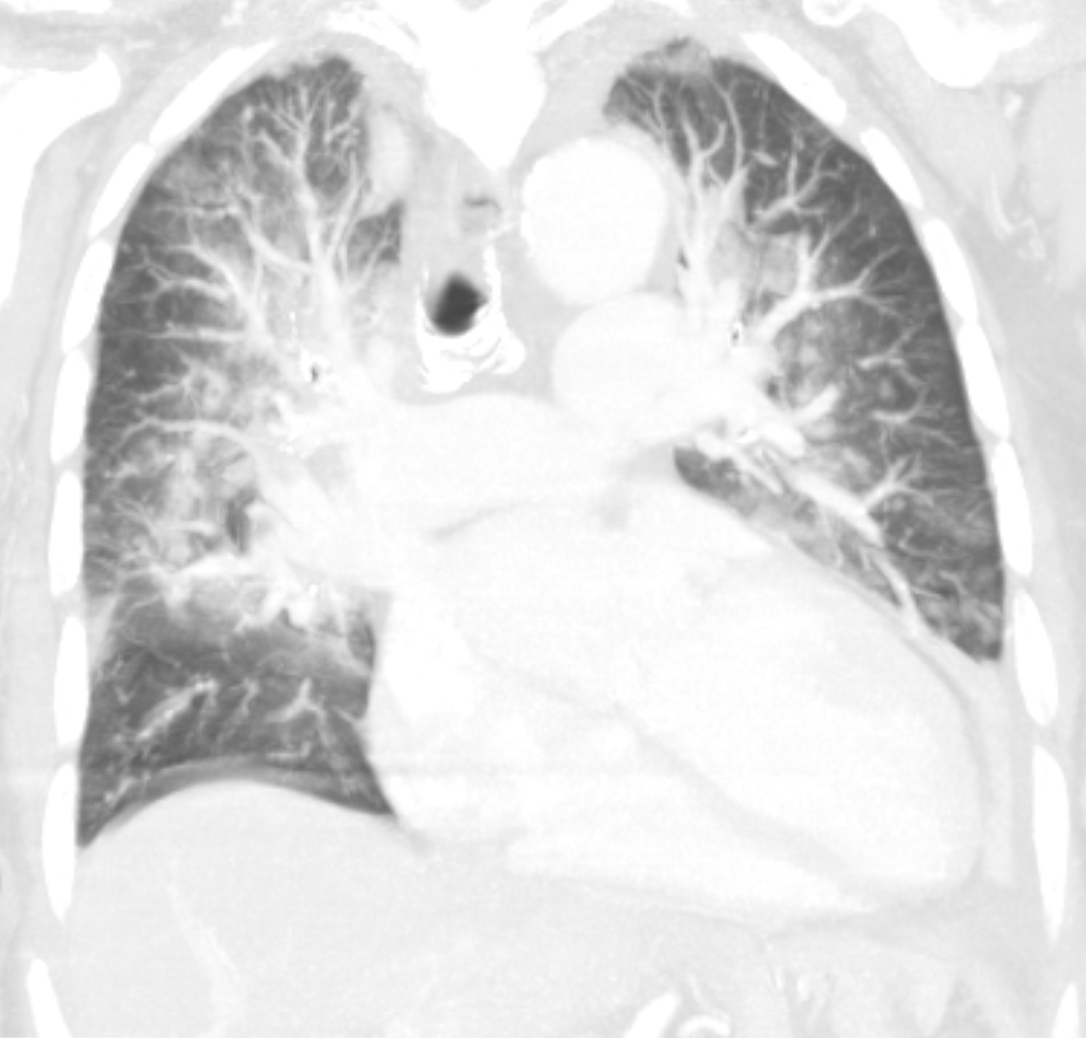
Phù phổi khi chụp CT (MPR phía trước)

Không có một xét nghiệm đơn độc nào có thể giúp xác định khó thở do phù phổi; thực tế có nhiều trường hợp có lẽ do nhiều yếu tố gây ra khó thở.
Nồng độ oxy hòa tan thấp và kết quả khí máu động học nhiễu loạn thì chẩn đoán được đề xuất là một shunt phổi. Chụp X-quang ngực có thể cho thấy dịch trên các màng phế nang, các đường Kerley B, mạch máu tăng độ mờ trong vùng quanh rốn phổi có hình cánh dơi, chuyển dòng thùy trên (tăng lưu lượng máu đến các phần trên của phổi), và có thể tràn dịch màng phổi. Ngược lại, thâm nhiễm phế nang thường liên quan đến phù phổi không do tim.
Siêu âm phổi cũng có thể là một biện pháp hữu hiệu để chẩn đoán phù phổi; nó không những chính xác, mà còn có thể xác định được lượng mức của dịch phổi, theo dõi sự thay đổi theo thời gian, và phân biệt được phù phổi do tim hay không do tim.
Đặc biệt với những ca phù phổi do tim, siêu âm tim có thể tăng cường chẩn đoán do nó thể hiện rõ sự suy giảm chức năng của tâm thất trái, áp lực tĩnh mạch trung tâm và tĩnh mạch phổi tăng.
Xét nghiệm máu các chỉ số điện giải (natri, kali) và chỉ số chức năng thận (creatinin, urê). Men gan, dấu hiệu viêm (thường là protein phản ứng C) và một công thức máu cũng như các xét nghiệm đông máu (PT, aPTT) cũng thường được chỉ định. Peptid natri lợi niệu não (BNP) có sẵn ở các bệnh viện. Mức BNP thấp (<100 pg/ml) cho thấy không phải nguyên nhân do tim.

## Phòng ngừa
Ở những người bị bệnh tim, tầm soát hiệu quả những triệu chứng sung huyết có thể ngăn ngừa phù phổi.
Dexamethasone được dùng rộng rãi để ngừa phù phổi do độ cao. Sildenafil được dùng để ngừa phù phổi do độ cao và tăng áp động mạch phổi, cơ chế tác dụng là thông qua ức chế phosphodiesterase làm tăng cGMP, dẫn đến giãn động mạch phổi và ức chế sự tăng sinh tế bào cơ trơn.  Trong khi hiệu ứng này chỉ mới được phát hiện gần đây, sildenafil đã được chấp thuận để điều trị cho trường hợp này, đặc biệt là trong những trường hợp mà điều trị tiêu chuẩn nhanh bị trì hoãn vì một số lý do.

## Phân loại
Nguyên nhân cơ bản là do bệnh tim (tâm thất trái) nhưng dịch cũng có thể tích tụ do tổn thương ở phổi. Tổn thương này có thể là thương tích trực tiếp hoặc thương tích trung gian do áp suất cao trong tuần hoàn phổi. Khi phù phổi trực tiếp hoặc gián tiếp do tăng áp tâm thất trái có thể làm áp lực phổi tăng từ mức bình thường 15 mmHg lên trên 25 mmHg. Nhìn chung, nguyên nhân gây phù phổi có thể được chia thành từ tim và không từ tim. Trong trường hợp từ tim, thì theo thông lệ nguyên nhân là từ tâm thất trái.